# سیارک ۶۴۷۸
سیارک ۶۴۷۸ (به انگلیسی: 6478 Gault، نامگذاری:1988JC1) شش هزار و چهارصد و هفتاد و هشتمین سیارک کشف شده‌است که در ۱۲ مه ۱۹۸۸ کشف شد.
قدر مطلق سیارک برابر ۱۴٫۱۰ است.